# کارل گوستاو همپل
کارل گوستاو همپل (به انگلیسی: Carl Gustav Hempel) از چهره‌های برجستهٔ فلسفه علم و اثبات گرایی منطقی در قرن بیستم است. از کارهای شاخص او بحث و بسط مدل استنتاجی- قانونی برای تفسیر علمی پدیده‌ها است. این روش در دهه‌های ۱۹۵۰ و ۱۹۶۰ میلادی تبدیل به روش استاندارد و فراگیر علم شده بود. از دیگر کارهای معروف او پارادوکس کلاغ‌ها است که به مسئلهٔ استقرا می‌پردازد.
وی کوشید تا با شناخت علمی و تبدیل آن به زبان منطقی، که واژه‌های آن تعریف‌شده باشد، مسائل مربوط به توضیح و تأیید را با شیوه منطق ریاضی کاربردی، بررسی کند. همپل برای رابطه‌ی تأیید، رابطه‌ای منطقی پیشنهاد کرد و شرایط تأیید را، که شرایطی برای جملات بود ذکر نمود. از نظر او تأیید هر قانون، چیزی جز رابطه‌ای منطقی بین گزاره‌های مشاهدتی و گزاره‌های نظری نبود که باید شروط خاصی را ارضا می‌کرد. در مورد مسأله توضیح علمی نیز همپل همین روند را پیش گرفت.